# Willie Hobbs Moore
Pour les articles homonymes, voir Moore.
Willie Hobbs Moore (1934-1994) est la première femme afro-américaine à obtenir un doctorat en physique.

## Formation et carrière
Née à Atlantic City, dans le New Jersey, Moore déménage en 1952 à Ann Arbor (Michigan) pour suivre des études à l'Université du Michigan. Elle obtient une licence en génie électrique en 1958, et sa maîtrise en 1961. Tout en travaillant à sa thèse de doctorat, elle travaille dans des entreprises de technologie à Ann Arbor, comme KMS Industries et Datamax Société. Elle occupe également des postes d'ingénieur au sein de Bendix Aerospace Systems, Barnes Engineering et le Sensor Dynamics, où elle est responsable de l'analyse théorique. Dirigée par Samuel Krimm, Moore soutient sa thèse, A Vibrational Analysis of Secondary Chlorides à l'Université du Michigan en 1972. Ce travail était applicable à des questions importantes concernant l'étude de la vibration des macromolécules.
Après l'obtention de son doctorat, Moore travaille à l'Université du Michigan en tant que chercheuse jusqu'en 1977, poursuivant des travaux spectroscopiques sur les protéines. Dans les cinq ans suivant sa thèse, elle publie plus de trente articles avec Krimm et ses collaborateurs. Elle est embauchée par la Ford Motor Company en 1977 en tant qu'ingénieure. Elle accroît l'usage des méthodes japonaises d'ingénierie et de fabrication chez Ford dans les années 1980. En 1991, le magazine Ebony nomme Moore comme étant l'une des 100 « femmes noires les plus prometteuses dans les entreprises américaines ».

## Vie privée
Moore était membre de l'Église Béthel Épiscopale Méthodiste Africaine et la présidente du Fonds de Bourses d'études Juanita D. Woods. 
Elle fut mariée durant trente ans à Sidney L. Moore, enseignant de l'Institut Neuropsychiatrique de l'Université du Michigan. Ils ont eu deux enfants, le Dr Dorian Moore, MD. et Christopher Hobbs Moore, RN. Willie avait aussi trois petits-enfants Sydney Padgett, William Hobbs Moore et C. Jackson Moore.
Moore est décédée d'un cancer en 1994.